# 副甲狀腺功能亢進
副甲狀腺功能亢進（hyperparathyroidism）又称甲状旁腺功能亢进，是血液中副甲狀腺素濃度上升所造成的疾病。副甲狀腺亢進分為兩種類型，一種是原發性副甲狀腺功能亢進，是源自於副甲狀腺自身发生病变，製造過多副甲狀腺素，如过度增生、肿瘤甚至癌变；另一種為繼發性副甲狀腺功能亢進，是因為身体存在其他病症，誘發副甲狀腺素增加，如长期维生素D缺乏、肾衰竭。
多數有原發性副甲狀腺機能亢進的患者，在診斷出來時都還沒有症狀。出現症狀的患者中，最常見的症狀是腎結石，但也可能伴隨其他症狀，包括虛弱、憂鬱、骨頭疼痛、意識混亂、尿量增加。不管是哪一種類型的副甲狀腺亢進，都有增加骨質疏鬆的危險。
百分之八十的原發性副甲狀腺亢進，都源自於單一的良性腫瘤，即副甲狀腺腺瘤所引起。其餘的個案則可能由一個以上的良性腫瘤引起。由副甲狀腺癌所引起的亢進是比較少見的。繼發性的副甲狀腺機能亢進，大部分都因為缺少維他命D、慢性腎病或其他造成低血鈣的因素引起。高血鈣和血中高濃度的副甲狀腺素，可用於診斷原發性副甲狀腺亢進。
治療原發性副甲狀腺亢進的方式是移除導致疾病的腺瘤，或是調整過度活躍的副甲狀腺。沒有臨床症狀的患者，有許多些微提升血鈣濃度、並且監測腎臟機能與骨密度。也可以用Cinacalcet來副甲狀腺素濃度。針對那些血鈣濃度非常高的患者，有時可能會由靜脈給予大量的滴注生理食鹽水。治療過程中，如果血中維他命D濃度過低，應該適度調整。
副甲狀腺功能亢進症，最常見的是原發性副甲狀腺機能亢進。在已開發國家中，每1000人就有1~4人受到影響。女性的發病率是男性的3倍，通常是在50~60歲之間診斷出來。在1700年代，首次有副甲狀腺亢進的紀錄，然後在1800年代晚期確定與副甲狀腺有關。1925年時第一次使用手術來治療副甲狀腺亢進。

## 外部連結
- 中的“副甲狀腺功能亢進”
- Overview at Endocrine and Metabolic Diseases Information Service
- Insogna KL. . N. Engl. J. Med. (Review). September 2018, 379 (11): 1050–59. CiteSeerX 10.1.1.322.5883 . PMID 30207907. doi:10.1056/NEJMcp1714213.